# Dragonara
Dragonara (łac. Dragonariensis) – stolica historycznej diecezji we Włoszech w prowincji Foggia (sufragania diecezji Benevento), utworzonej w XI w., a zlikwidowanej w XVI w. poprzez włączenie do diecezji San Severo. Współcześnie miejscowość Torremaggiore w południowych Włoszech, w regionie Apulia. Obecnie katolickie biskupstwo tytularne.

## Biskupi tytularni
| Lp. | Biskup                        | Funkcja                                                           | Od              | Do               |
| --- | ----------------------------- | ----------------------------------------------------------------- | --------------- | ---------------- |
| 1   | Szczepan Wesoły               | emerytowany biskup pomocniczy gnieźnieński arcybiskup ad personam | 11 grudnia 1968 | 28 sierpnia 2018 |
| 2   | Jean-Crispin Kimbeni Ki Kanda | biskup pomocniczy Kinszasy (DR Konga)                             | 29 czerwca 2020 | 11 czerwca 2022  |
| 3   | Jean Nicolas Rakotojaona      | biskup pomocniczy Morondawy (Madagaskar)                          | 19 maja 2023    |                  |